# ゲンベシュ・ジュラ
ヴィテーズ・ヤークファイ・ゲンベシュ・ジュラ（Vitéz jákfai Gömbös Gyula, 1886年12月26日 - 1936年10月6日）は、20世紀のハンガリーの軍人、政治家、首相（在任：1932年 - 1936年）。

## 生涯
オーストリア国境付近の農村でドイツ系の教員の父とハンガリー人（マジャル人）の母との間の息子として生まれる。
第一次世界大戦時は参謀本部の大尉であり、1919年にホルティ・ミクローシュがクン・ベーラの共産主義政権に対し反革命蜂起を起こすと、ただちに「ハンガリー全国防衛連盟」を結成しこれに続いた。
その後、ナチスを始めとするミュンヘンの極右勢力と交流を持ち、1923年には「人種防衛党」を結成、ベニート・ムッソリーニのファシスト党独裁に範を取ったファシズム国家の建設を唱えた。1929年にベトレン・イシュトヴァーン内閣で国防大臣を務め、ついで1932年10月4日に首相に就任した。在任中には外国の政治家として初めて首相になったアドルフ・ヒトラーを訪問、大衆動員による示威行動を好んで支持を集めようとした。その一方で議会自体は存置され、首相就任以前に公然と主張していた反ユダヤ主義的政策も実施されないなど、実際の政策ではファシズムの政策があまり実行に移されていなかった。首相在任中に死去し、後任には比較的穏健なダラーニ・カールマーンが就いた。